# Gaels

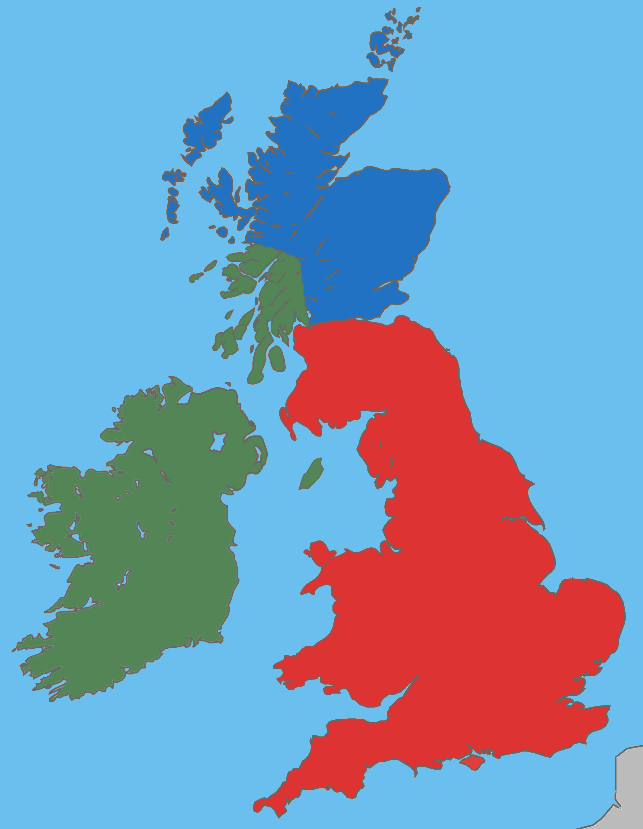
Ilhas Britânicas no século V D.C., entre a partida dos Romanos da Bretanha e a fundação dos reinos anglo-saxónicos.
Área com falantes de línguas gaélicas.
Área com falantes de línguas pictas.
Área com falantes de línguas britônicas.

Gaels (por vezes designados por Goidels) é um termo que designa os falantes de uma das línguas gaélicas e célticas: irlandês, escocês gaélico e manx. O dialecto gaélico teve origem na Irlanda, tendo, em seguida, se espalhado para o oeste e o norte da Escócia e na Ilha de Man. Nos tempos modernos, como as línguas gaélicas foram significativamente substituídas pelo inglês, o termo "Gael" também é usado pelos irlandeses ou pelos celtas escoceses, independentemente da sua língua.
Sociedade Gael era tradicionalmente centrada em clãs, cada um com seu próprio território e líderes, eleitos pelo sistema de Tanistry. Os Gaels eram originalmente Pagãos que adoravam os Tuatha Dé Danann, veneravam seus ancestrais e acreditavam no Outro Mundo. Seus quatro festivais anuais – Samhain, Imbolc, Beltane e Lughnasadh – continuam a ser celebrados em tempos modernos. Os Gaels têm uma forte tradição oral. Inscrições no alfabeto gaélico Ogham começaram a existir no século I. Com sua conversão ao cristianismo foi introduzida a escrita, e irlandês gaélico possui a mais antiga literatura de vernáculo da Europa ocidental. Mitologia irlandesa e suas leis foram mantidas, porém cristianizadas. Monastérios gaélicos eram renomados centros de aprendizado e tiveram um papel fundamental no desenvolvimento da arte insular. Gaels tinham seu próprio estilo de vestimenta, como os tradicionais padrões xadrez e Kilts da Escócia. Eles também possuem estilos distintos de música, dança e esportes como o futebol gaélico e Hurling.
As línguas gaélicas são um dos dois ramos das línguas insulares célticas, sendo o outro o das línguas britônicas.